# Parc national de Chapada das Mesas
Le parc national de Chapada das Mesas (en portugais : Parque Nacional da Chapada das Mesas) est un parc national de l'État du Maranhão, au Brésil. Il a été créé pour préserver la végétation intacte du Cerrado de la région et comme barrière contre l’avancée de l’agriculture.

## Emplacement
Le parc a une superficie de 1599 km² et se trouve dans le biome du Cerrado, la savane brésilienne. Il a été créé le 12 décembre 2005 et est administré par l'Institut Chico Mendes pour la conservation de la biodiversité. Le parc se situe dans les municipalités de Riachão, Estreito et Carolina dans l'État du Maranhão.
Le point culminant est de 700 mètres au-dessus du niveau de la mer. La végétation est typiquement celle du Cerrado, mais comprend des zones ouvertes de prairies. Le parc comprend des collines et des plateaux. Les principales rivières sont la rivière Farinha dans la partie nord et la rivière Itapecuru au sud, toutes deux alimentées par de nombreuses sources et ruisseaux du parc.
Le parc se trouve dans la région de Chapada das Mesas, qui présente un potentiel touristique important en raison de son climat agréable, de ses falaises de grès avec des gravures rupestres, de ses nombreuses cascades et d'autres attractions. Le terme chapada est un mot brésilien faisant référence à un type de formation géologique d'une hauteur dépassant les 600 m et qui présente une partie plane en son sommet. La plupart des attractions se trouvent dans des zones où l'environnement a été modifié ou qui abritent d'importantes populations humaines, donc en dehors du parc. Dans le parc, les deux principales attractions touristiques ont été pendant de nombreuses années les cascades de São Romão et de Prata. Le parc n'est pas ouvert aux visiteurs.

## Conservation
En tant que parc national, les objectifs fondamentaux sont la préservation des écosystèmes naturels d'une grande importance écologique et d'une grande beauté des paysages, permettant la recherche scientifique, les activités éducatives, les loisirs de plein air et l'écotourisme. Le parc a été créé principalement parce qu'il s'agit d'une zone intacte du Cerrado, menacée par la récente expansion de la frontière agricole du Maranhão. Il contient également plus de 400 sources de voies navigables importantes. Les espèces protégées  comprennent l'oncille (Leopardus tigrinus), l'ocelot (Leopardus pardalis), le puma (Puma concolor), le fourmilier géant (Myrmecophaga tridactyla), le hocco à face nue (Crax fasciolata) et l'aigle du Chaco (Buteogallus coronatus).

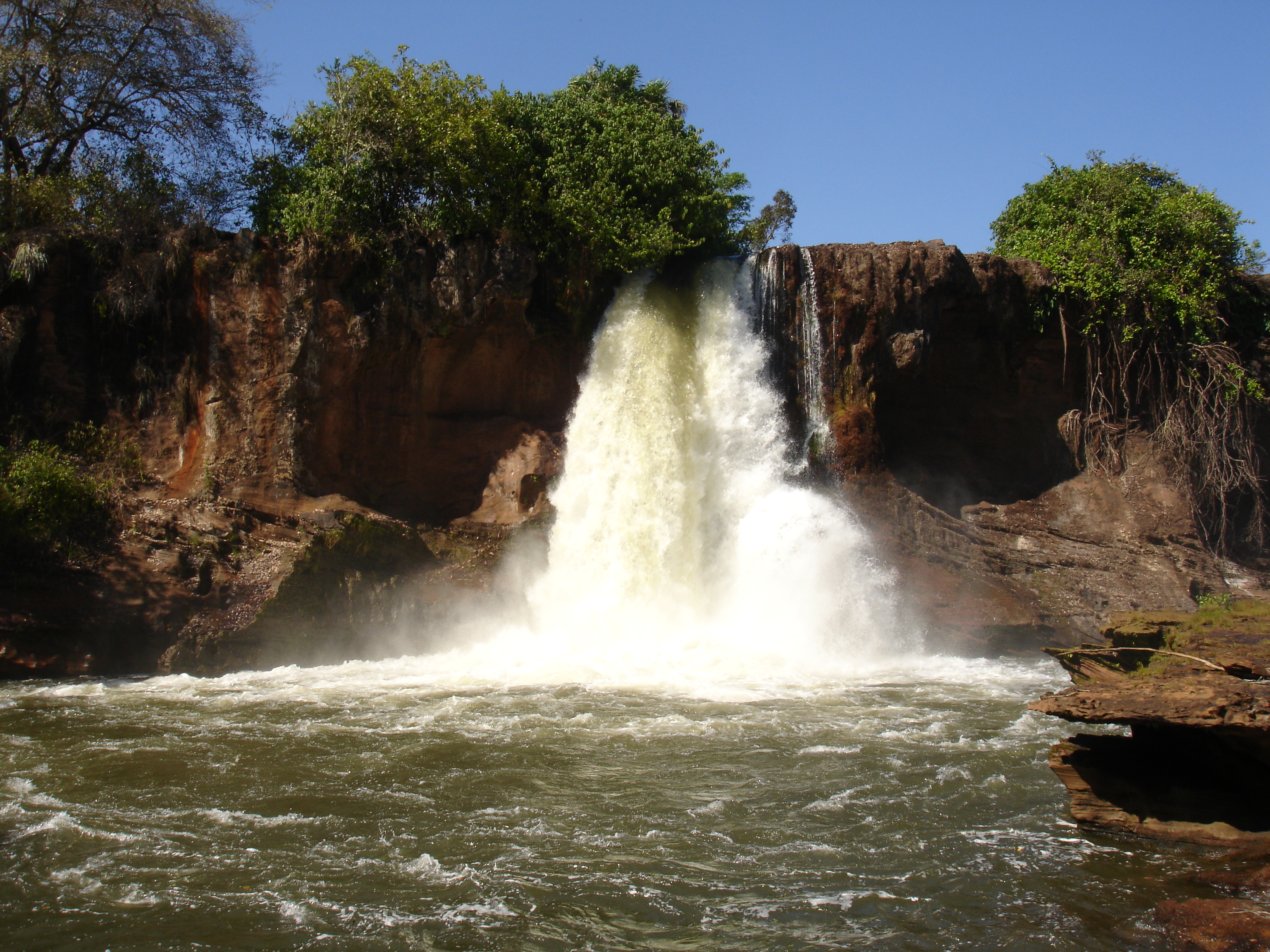
Cascade de Prata
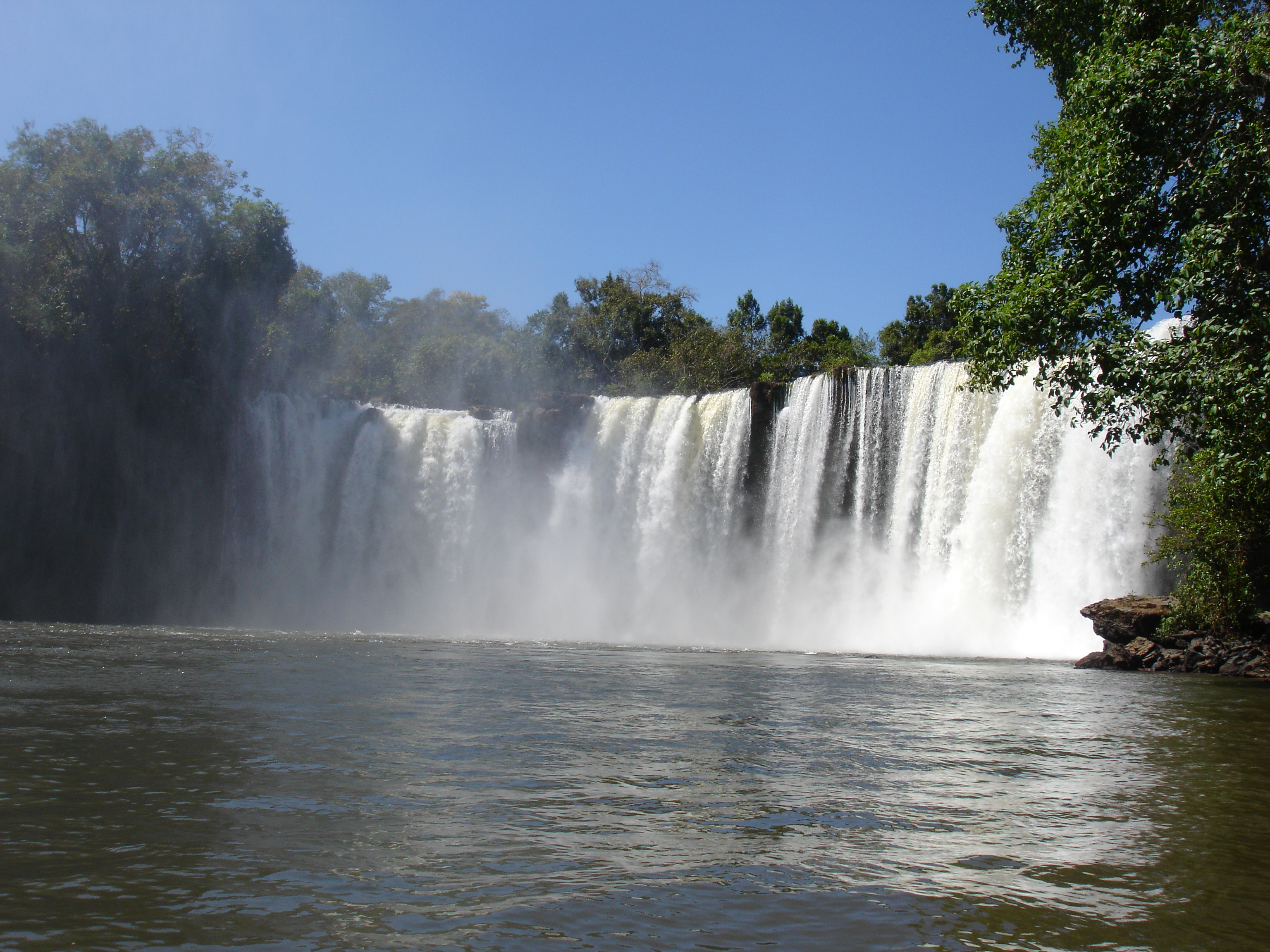
Cascade de São Romão